# British Classics
 British Classics  war eine Zeitschrift der VF Verlagsgesellschaft, Mainz.
British Classics beschäftigte sich mit englischen Autos, Motorrädern, Technik und Lifestyle des 20. Jahrhunderts. Der Schwerpunkt liegt auf britischen Oldtimern, vor allem Roadstern, Coupés und Limousinen. Weitere Themen sind Motorräder, Technik-Tipps und Lifestyle-Themen mit "englischer Note".
Die Zeitschrift wurde im Jahr 2001 von Jürgen Fabich, Inhaber des Classic Verlags, unter dem Namen British Classic Cars gegründet. Fabich, der auch Chefredakteur war, schaffte es, den Vertrieb auf neun europäische Länder auszuweiten.
Nach Fabichs Tod im Februar 2010 und einer entsprechenden Genehmigung des Bundeskartellamts wurde das Magazin mit der Ausgabe 5/2010 von der VF Verlagsgesellschaft mbH übernommen. Seit dem Relaunch (Heft 6/2010) erschien British Classics unter dem neuen Namen und mit erweiterter Thematik. Chefredakteur seit 2010 war Martin Brüggemann, ehemaliger stellvertretender Chefredakteur von Oldtimer Markt. Das Fachmagazin erschien sechsmal pro Jahr.
British Classics war eine Schwester-Zeitschrift von Oldtimer Markt, Oldtimer Praxis, Oldtimer Traktor und Last & Kraft.
British Classics wurde mit der Final Edition 02/2022 eingestellt.